# Baptiste Giabiconi
Baptiste Giabiconi, né le 9 novembre 1989 à Marignane (Bouches-du-Rhône), est un mannequin français.
Il a posé pour différents photographes comme Mert and Marcus ou Xiang Sun, défilé et posé pour de grandes maisons de luxe telles que Chanel, Just Cavalli, Fendi ou encore Giorgio Armani et a été l’une des muses masculines de Karl Lagerfeld.

## Biographie
Né à Marignane, Baptiste Giabiconi est issu d'une famille corse. Il passe son enfance en Corse puis à Marseille. Après l'obtention d'un BEP restauration et un baccalauréat professionnel accueil et service, il se réoriente et suit une formation de six mois pour devenir monteur ajusteur en aéronautique. Il est engagé chez Eurocopter.
De novembre à décembre 2011, il participe à l'émission Danse avec les stars, faisant équipe avec Fauve Hautot. En février 2012, Baptiste Giabiconi participe à la Fashion Week de Paris. Il y rencontre Katy Perry, et révélera plus tard dans son livre Karl et moi avoir orchestré leur histoire.

## Carrière

### Débuts
En janvier 2007, c'est dans un club de sport marseillais qu'une cliente lui conseille le mannequinat au vu de son physique et le dirige vers un photographe marseillais. Giabiconi constitue alors un book et se rend à Paris où il se présente aux agences de mannequins mais en vain. Il retourne alors à Marseille où il trouve un emploi mais continue à se présenter.

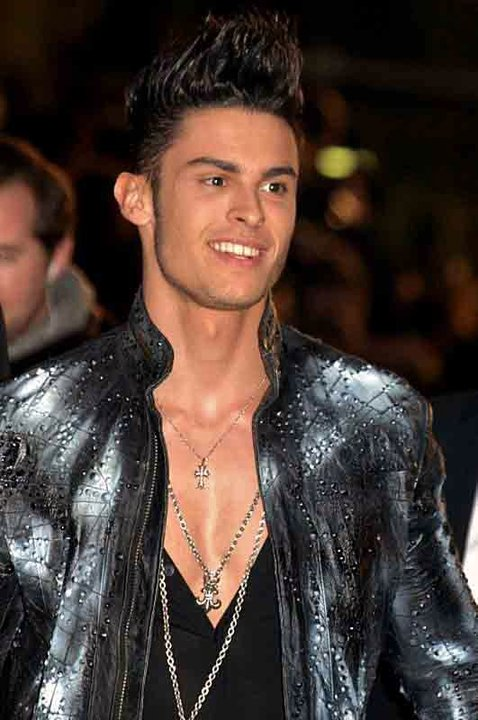
Baptiste Giabiconi à la cérémonie
des NRJ Music Awards 2011.

### Mannequinat
En novembre 2007, il pose pour le magazine Têtu.
En 2008, il pose pour Numéro Homme, Frankie Morello et Polaroid Corporation. Karl Lagerfeld le repère dans le magazine italien Slurp et en fait l'égérie de Chanel et de sa ligne KL, marquant ainsi le début de sa carrière. En octobre, il fait son premier défilé pour Chanel. L'affiliation du mannequin avec la maison Chanel laissa pourtant sceptiques quelques-uns. Le magazine Les Inrockuptibles souligna son « côté bling-bling emprunté au directeur artistique de Chanel comme beaucoup de ses fringues, qu'il n'hésite pas à mixer avec son style tout personnel de cagole au masculin probablement hérité de son enfance marseillaise ».
En 2009, il pose pour Vogue Paris, Vogue Japon, Harper's Bazaar, Vogue Germany, V Man, Interview, Elle Italia, Purple Fashion, V Magazine, Marie Claire Italy, les marques Karl Lagerfeld et Just Cavalli, et fait la couverture de Wallpaper* et de Wound Magazine.
En 2010, il fait la couverture du magazine L'Officiel Homme Chine, il pose pour Envy, Elle Belgique et Elle Paris, Grazia, Vogue Deutschland, etc. Il joue aux côtés de Lara Stone dans le court-métrage Vol de jour réalisé par Karl Lagerfeld pour la « collection croisière » Chanel 2010.
Il prête son image à la collection Printemps-Été 2011 de H&M.

### Publicités et égérie pour des marques
- En 2010, il apparaît à la télévision dans la publicité Schwarzkopf (de). Il est depuis l'égérie de la marque pour tous les produits coiffants homme[16].
- Il participe à la publicité Coca Light by Karl Lagerfeld[13].
- En 2011, il apparaît à la télévision dans la publicité du constructeur allemand Volkswagen aux côtés de Karl Lagerfeld.
- Il participe à la campagne de publicité des parfums, montres et lunettes de la marque Karl Lagerfeld.
- Il est l'égérie de la marque de casques audio Monster[17].

### Télévision

#### Apparitions télévisées
À l'automne 2011, il participe à la deuxième saison de l'émission Danse avec les stars sur TF1, aux côtés de Fauve Hautot, et termine troisième de la compétition.
Le 28 janvier 2012, il apparaît à la 13e cérémonie des NRJ Music Awards aux côtés de Laurent Ournac pour un medley des chansons du groupe LMFAO. Il participe également à l'émission Tous ensemble diffusée sur TF1 le 4 février 2012, à l'émission Fort Boyard diffusée sur France 2 le 7 juillet, puis à La nuit nous appartient diffusée le 18 octobre sur NRJ 12 et au ONDAR Show diffusée sur France 2 le 20 octobre.
Le 22 décembre 2012, il participe à l'émission spéciale « Danse avec les stars » fête Noël. Il termine 6e de la compétition[source secondaire souhaitée].
Baptiste Giabiconi participe à la version célébrités de l'émission Top Chef sur M6 en 2018. Il est éliminé au premier tour.
À partir de 2018, il participe à plusieurs numéros de l'émission VTEP, animée par Arthur sur TF1.
En janvier 2020, il participe à l'émission Stars à nu présentée par Alessandra Sublet, aux côtés de Philippe Candeloro, Olivier Delacroix, Alexandre Devoise, Bruno Guillon, Satya Oblette et Franck Sémonin. La chorégraphie finale est signée Chris Marques.
Le 15 juillet 2022, il participe au jeu sur TF1 Le Grand Concours. Il y participe à nouveau le 29 juillet 2023 et le 30 août 2024[source secondaire souhaitée].

### Musique

#### Candidat deNouvelle Star
À l'âge de seize ans, Baptiste Giabiconi participe à la saison 5 du télé-crochet Nouvelle Star et se qualifie jusqu'à l'épreuve du théâtre.

#### Premier single
En 2010, au cours du tournage d'une émission de télévision[Laquelle ?], Baptiste Giabiconi fait la rencontre du producteur Side Hajjaji. Ensemble, ils réalisent un single, Showtime. Sa sortie le 9 décembre 2010 est renforcée par la réalisation d'un clip vidéo. La presse se montre réservée. Les Inrockuptibles parlent d'un « pénible premier single eurodance » dans lequel rien ne ressemble « de près ou de loin à un air de guitare ». Voici y voit une « énième soupe électro-dance qui va vivoter quelques mois sur les chaînes musicales du câble. » L'Express note que le morceau « ne brille pas par son originalité, mais qu'il devrait facilement trouver son public. » Libération remarque son timbre de voix agréable mais ironise sur les paroles de la chanson ainsi qu'au sujet de son clip.

#### Albums
À la faveur des rencontres, Baptiste Giabiconi entre en 2011 dans les studios Matrix à Londres aux côtés du producteur Pete « Boxsta » Martin[source secondaire souhaitée]. Après plus d'un an de travail, d'écriture et de composition, le jeune chanteur sort son premier album le 24 septembre 2012, Oxygen : un album entre la pop et la dance, avec des pointes de dubstep et d'électro. La touche finale de l'album est assurée par Tom Coyne au mastering. L'album est cofinancé par les internautes via le site de financement participatif My Major Company. Pour tourner son clip One Night in Paradise, Baptiste Giabiconi a fait appel au réalisateur Taj Stansberry.
En 2013, Baptiste Giabiconi assure la première partie des concerts de Joe Cocker pour trois dates : le 6 avril au palais Nikaïa à Nice, le 14 mai au Zénith de Lille et le 15 mai au Zenith de Paris. Il joue sur scène les chansons de son album.
Alerté par le décalage entre les ventes effectuées par le site vente-privee.com (99,4 % des ventes) et donc l'échec commercial sur les autres plates formes de téléchargement concurrentes plus connues comme iTunes ou Amazon, le SNEP exclut l'album du top albums français dès la semaine suivant son classement direct à la 1re place. Ouest-France relate que la décision du SNEP a été prise à l'unanimité, ce syndicat professionnel excluant toujours les albums vendus en exclusivité chez un seul distributeur ; et que le label My Major Company, qui produit l'album, considèrerait la position du SNEP comme arbitraire, affirmant que les albums de Patricia Kaas et Jean-Roch auraient également été vendus sur vente-privee.com sans qu'il n'y ait eu de contestations.
Le Point décrit un coup marketing raté destiné à créer du buzz, et explique qu'un écart des ventes aussi important entre distributeurs (99,4 % des ventes réalisées sur vente-privee.com, donc juste 0,6 % sur des plateformes réellement représentatives comme iTunes ou Amazon) révèle que le budget communication — destiné à promouvoir l'album — a été tout simplement utilisé par ses propres promoteurs pour acheter eux-mêmes le disque à prix de gros sur le site vente-privee.com, et gonfler artificiellement le volume des ventes,.
Le principal producteur de l'album Oxygen poursuit sa politique de communication en remettant un disque d'or symbolique — non certifié par le SNEP, le seul organisme habilité à le décerner — lors d'un concert le 22 octobre 2012 au Divan du Monde à Paris, déclarant au journal Metro avoir demandé un arbitrage auprès du ministère de la Culture.
Des médias remettent une nouvelle fois en cause les ventes réelles, l'opprobre se jetant cette fois sur les ventes « matérielles » du disque : en effet, un tiers des ventes réalisées ont été effectuées sur un seul magasin. Une nouvelle « combine » marketing est évoquée, à savoir un achat en bloc réalisé à Fnac des Champs-Élysées à Paris.
Après la décision du SNEP excluant les 21 000 premières ventes, l'observation des statistiques de vente réellement validées par Charts in France fait apparaître une chute vertigineuse du classement, l'album disparaissant du top album dès le 3 novembre 2012. Enfin, le label My Major Company informe ses adhérents que Baptiste Giabiconi a quitté le label, et qu'ils n'auront pas de retour financier sur leur investissement, les « retours caisse » (c'est-à-dire les retours d'invendus par les distributeurs) étant supérieurs au nombre d'albums vendus, confirmant ainsi définitivement la réalité de l'échec commercial de l'album.
Le second album de Baptiste Giabiconi est intégralement chanté en français. Le chanteur s'est impliqué en participant à l'écriture de sept chansons sur douze. L'album est réalisé par Johan Czerneski et Thierry Blanchard. Il obtient les collaborations d'autres auteurs et compositeurs comme Rubin Tal, Lionel Florence, Jacques Vénéruso, Romane Riva et Giochhino Maurici.
Pour parler de son album, il dira : « Je voulais un univers très chansons françaises, très folk, pop » La promotion de l'album est assez chaotique. Le premier single Je te aime sort fin 2013 et Baptiste Giabiconi assure la promotion sur de nombreux plateaux télévisés. L'album doit paraître le 14 avril 2014, mais sa sortie est repoussée au 16 juin 2014. À l'occasion de la 33e édition de la Fête de la musique, retransmise par France 2 en direct de Montpellier le 21 juin 2014, il interprète Je t'emmène avec moi et, en duo avec Julie Zenatti, Magnolias for ever.
Alors qu'il est en tournée de dédicace pour son nouvel album durant l'été 2014, Baptiste Giabiconi est dans l'obligation d'annuler des dates pour des raisons de santé. Il entame ensuite une série de concerts, avec pour première date le 4 octobre 2014 à la Cigale, à Paris. Pour ce second album, il a mentionné avoir enregistré un duo avec Joyce Jonathan : 20 ans après, sauf que ce titre n'est pas retenu dans l'album. L'album n'a pas dépassé les 10 000 ventes.

#### 2015:Sinfunia Nustrale
C'est avec un court teaser mis en ligne le 28 mai 2015 sur ses réseaux sociaux que Baptiste Giabiconi annonce son retour musical, avec un album de chansons corses. Le lendemain, il présente la vidéo de son nouveau single Sinfunia Nustrale. C'est un titre de Celtic Symphony de Wolftones, repris en langue corse par le groupe Canta U Populu Corsu en 2003. Le clip est tourné sur la citadelle de Bastia et le village de Erbalunga. Les noms de Nicole Coullier (qui gère la production de spectacles, concerts et comédies musicales), Roberto Ciurleo (directeur délégué de Virgin Radio mais qui se cache aussi dans la création des spectacles « Robin des Bois » et « Les Trois Mousquetaires ») apparaissent au générique de fin. La pochette du single (portrait de Baptiste Giabiconi) est dessinée par Karl Lagerfeld. Baptiste Giabiconi interprète pour la première fois cette chanson à la télévision sur France 2, lors de l'émission de la fête de la musique diffusée en direct à Nice, le 30 juin 2015. Finalement, l'album de chansons corses, attendu en 2015, n'a jamais vu le jour[source secondaire souhaitée].

#### 2016:Love to Love You Baby
Le 1er juillet 2016, Baptiste Giabiconi fait son retour musical en changeant radicalement de style. Il abandonne le son pop-rock de ses premiers albums et se lance dans la dance teintée de house tropicale avec un nouveau single, tourné entièrement au château de Baronville, qui dispose d'un clip réalisé par Mainskream. Il s'agit d'une reprise dans une version remasterisée de Donna Summer, Love To Love You Baby, standard disco sorti à l'origine en 1975. Dans le clip, la top-model américaine Hailey Baldwin, femme de Justin Bieber apparaît. Baptiste Giabiconi change de nom d'artiste, puisque la chanson est créditée simplement à Giabiconi, sans prénom, comme c'était déjà le cas pour Sinfunia Nustrale. Le single est signé sous le nouveau label de Pascal Nègre (Galaxy Music Records).

### Filmographie

#### Télévision
- 2012 : Mère et Fille, une série Disney Channel diffusée en juin 2012.
- 2014 : Scènes de ménages, épisode : Tenue correcte exigée. Baptiste Giabiconi joue le rôle d'un plombier « trop beau pour être honnête », selon Raymond et Huguette.

#### Cinéma
- 2011 : The Tale of a Fairy, court-métrage réalisé par Karl Lagerfeld.
- 2013 : Once Upon a Time..., court-métrage réalisé par Karl Lagerfeld. Baptiste Giabiconi interprète le personnage de Eduardo Martinez De Hoz.
- 2015 : Lolo de Julie Delpy : Baptiste Giabiconi fait une apparition aux côtés de Karl Lagerfeld.

#### Streaming
- 2023 : The Mysterious Mr. Lagerfeld, documentaire réalisé par Michael Waldman, sur Karl Lagerfeld et les mystères autour de son héritage. Baptiste Giabiconi y est interviewé[49].

### Divers
Baptiste Giabiconi avec deux associés, Patrice Merlo et Alexis Leng, a créé l'enseigne de restaurant Tokio Sushi, un concept de restaurants à étage, sushi bar et barbecue coréen. Un premier restaurant a ouvert à Saint-Victoret en mai 2012, un second a ouvert à Velaux en juillet 2014[source secondaire souhaitée].
Baptiste Giabiconi lance en mars 2015 une « collection capsule » de prêt-à-porter de tee-shirts pour Eleven Paris. Certaines photos utilisées sur ces tee-shirts ont été prises par Karl Lagerfeld. Début 2018, il crée avec Théo Griezmann, le frère d'Antoine Griezmann, une marque de 6 pulls en édition limitée, la collection Capsule, dont les bénéfices sont en partie reversés à la FCM Fondation qui a pour but d'insérer le football dans les quartiers, les hôpitaux et les prisons.
Fin 2016, Baptiste Giabiconi sort un calendrier avec 26 photographies en noir et blanc prises par Mariano Vivanco (en).
Le 16 mai 2017, il devient président et investisseur principal du FC Martigues, club de foot en National 2. L'expérience vire au naufrage et l'oblige à démissionner un an plus tard après un rapport accablant de la Direction nationale du contrôle de gestion (DNCG). Le club de football l'attaque en justice pour "manquements graves" et "fautes de gestion" au tribunal d'Aix-en-Provence.
Il est l'un des héritiers de Karl Lagerfeld, pour environ 50 millions d'euros.

## Publication
- Baptiste Giabiconi (collab. Jean-François Kervéan), Karl et moi, Paris, Robert Laffont, 2020, 240 p.  (ISBN 978-2221246894).